# 不死鳥

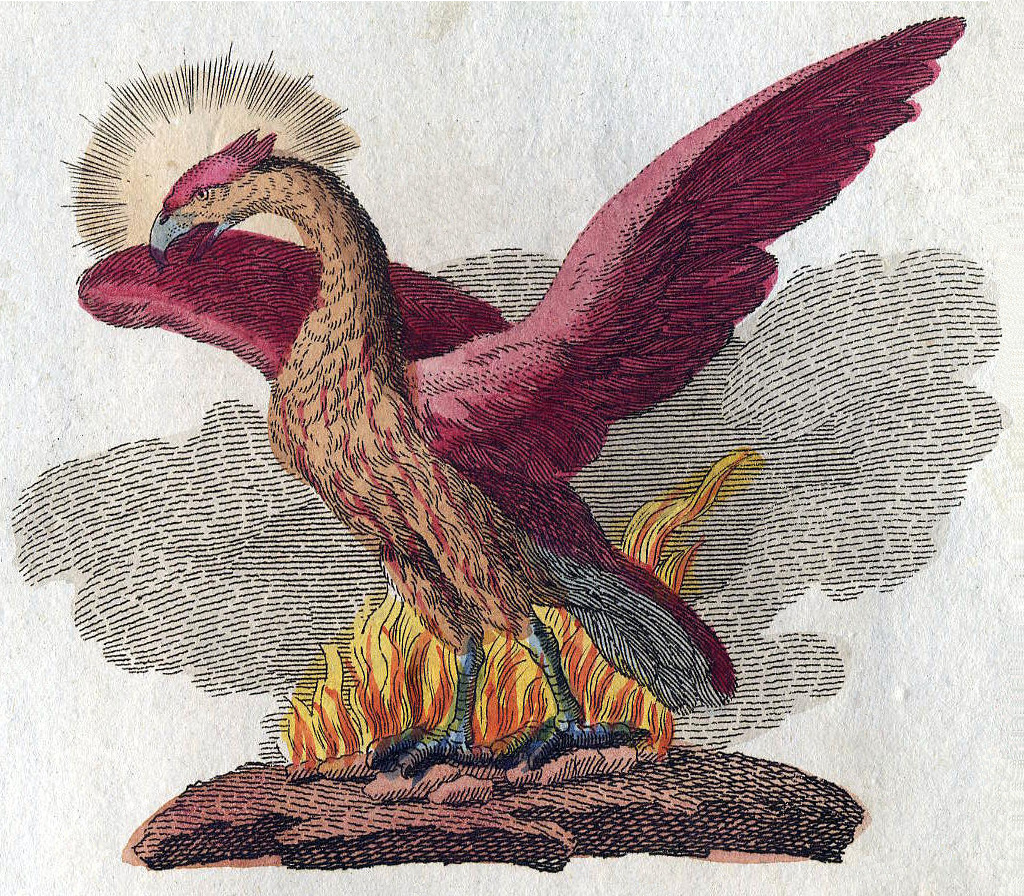
弗里德里希·贾斯汀·贝尔图赫笔下的不死鳥，创作于1806年

不死鳥（phoínix），又譯鳳凰或芬尼克斯，是希腊神话中的一種神話生物。不死鸟每隔一段时间便会以某种方式重生：一些版本的传说称其在死前会以某种方式燃烧自己，而另一些版本的传说仅强调其会重生。《民间文学母题索引》将其分类于B32母题下。
不死鳥的傳說被猶太-基督教汙名化與妖魔化為魔鬼，並將其置入所羅門七十二柱魔神的其中一名，稱為菲尼克斯。在炼金术中，不死鳥象征着賢者之石。

## 词源
“菲尼克斯”一词直接来自于希腊语，phoinīx。而希腊语的该词最早使用追溯到邁錫尼希臘語的“po-ni-ke”一词，最早的意思可能是“狮鹫”或者“棕榈树”。而“po-ni-ke”一词可能源于西閃米特語支中茜草属的相关词汇。腓尼基（Φοινίκη，Phoiníkē）一词似乎与“菲尼克斯”一词同源，而“腓尼基人”意思是“那些从事红色染料工作的人”，因此“菲尼克斯”意为“腓尼基式的鸟”或“紫红色的鸟”。